# Tabanus tristis
Tabanus tristis är en tvåvingeart som beskrevs av Wulp 1881. Tabanus tristis ingår i släktet Tabanus och familjen bromsar. Inga underarter finns listade i Catalogue of Life.